# Nordsjön (Torsås socken, Småland)
Nordsjön är en sjö i Karlskrona kommun och Torsås kommun i Småland och ingår i Bruatorpsåns huvudavrinningsområde. Sjön har en area på 0,375 kvadratkilometer och ligger 82,6 meter över havet. Sjön avvattnas av vattendraget Bruatorpsån (Torsåsån). Vid provfiske har abborre, gädda och mört fångats i sjön.

## Delavrinningsområde
Nordsjön ingår i det delavrinningsområde (625127-150118) som SMHI kallar för Ovan Strömbergsbäcken. Medelhöjden är 93 meter över havet och ytan är 34,71 kvadratkilometer. Det finns inga avrinningsområden uppströms utan avrinningsområdet är högsta punkten. Avrinningsområdets utflöde Bruatorpsån (Torsåsån) mynnar i havet. Avrinningsområdet består mestadels av skog (80 procent). Avrinningsområdet har 0,37 kvadratkilometer vattenytor vilket ger det en sjöprocent på 1,1 procent.